# ثريا العريض
ثريا العريض (يونيو 1948 -)، أديبة سعودية من أصل بحريني، جمعت بين الشعر والثقافة والفكر ونالت الكثير من الجوائز. وهي أول سيدة خليجية تحصل على شهادة الدكتوراة بعد الدكتورة العمانية فاطمة بنت سالم بن سيف المعمري، وهي عضو في مجلس الشورى السعودي من 11 يناير 2013، وحتى العام 2017.

## عن حياتها
ولدت في البحرين، وهي السابعة بين سبع شقيقات وشقيق واحد من أبناء الأديب والشاعر البحريني المعروف إبراهيم العريض. وتعود أصول عائلة العريض إلى منطقة العارض بالجزيرة العربية وما زال لها أقارب في شمال المدينة وعروض نجد. وحصلت على البكالوريوس في التربية وتدريس اللغة الإنجليزية لغير الناطقين بها من كلية بيروت للبنات العام 1966م، ثم الماجستير في إدارة المؤسسات التربوية العليا من الجامعة الأميركية ببيروت العام 1969م، والدكتوراة في التخطيط التربوي والإدارة من جامعة كارولينا الشمالية بالولايات المتحدة العام 1975م. عملت في ميادين عدة، منها وزارة التربية والتعليم بالبحرين بين العامين 1967- ,1969 والتحقت بشركة الزيت العربية السعودية (أرامكو) أكبر شركة للنفط في العالم العام 1980م.

### جوائز
نالت العريض، الكثير من جوائز التفوق الدراسي خلال مراحل الدراسة المختلفة، وتواصل اهتماماتها الشخصية مهنيا بمجال التربية والتعليم، وعربيا بدور المثقف، ومحليا بدور المرأة في التنمية والتغيير الاجتماعي، وموقعها من الخطط والسياسات التنموية العليا، ولها مشاركات في كثير من المؤتمرات العربية والإقليمية فيما يتعلق بذلك، وتحلم بدور إيجابي رائد محليا وكونيا للمرأة العربية.

### الكتابة
تشارك العريض بصورة جادة في الصحافة العربية والإعلام العربي في الخارج، ولها زوايا صحفية عدة، أشهرها:
- (بيننا كلمة): وهي زاوية أسبوعة للدكتورة ثريا في صحيفة الرياض السعودية منذ العام 1988م
- (مدى) الأسبوعية في صحيفة الحياة اللندنية، وتتناول فيها قضايا الساعة على الساحتين العربية والعالمية.
- (حوار حضاري): وتكتب فيها الدكتورة ثريا في صحيفة الجزيرة منذ العام 2010 وحتى الآن..

### مشاركات فعالة
شاركت في كثير من الملتقيات العالمية والمؤتمرات المتخصصة في شؤون منطقة الخليج، كما قدمت في الوطن العربي وخارجه محاضرات متعمقة عن تفاعلات الساحة الثقافية والاجتماعية في الخليج، وهي عضو في اللجنة الاستشارية لمؤسسة الفكر العربي، وجمعية العلاقات العامة العالمية، والجمعية العربية لتنمية الموارد البشرية، وجمعية الثقافة والفنون العربية السعودية، والجمعية العربية السعودية لعلوم الاتصال، واللجنة السعودية لتطوير التجارة الدولية.
استضيفت عربيا في المهرجانات الثقافية منها معرض الكتاب في القاهرة 1990, ومهرجان القرين في الكويت 1996, وملتقى الشاعرات العربيات بتونس 1996, والموسم الثقافي بالنادي الثقافي بمسقط عمان وملتقى المبدعات الخليجيات بالشارقة، ومهرجان الشعر الخليجي الثالث بالبحرين 1997, ومهرجان الجنادرية في الرياض 1993 ومهرجان أبها الثقافي ومهرجان جدة 1999. كما أقيمت لها أمسيات شعرية في كثير من الحواضر العربية والأجنبية منها لندن في بريطانيا 1999 وجوهانسبرغ وكيب تاون بجنوب أفريقيا وسيدني بأستراليا وزيورخ بسويسرا وروما بإيطاليا.

### عضوية في مؤسسات دولية
الدكتورة ثريا عضو في:
- اللجنة الاستشارية مؤسسة الفكر العربي
- جمعية العلاقات العامة العالمية
- الجمعية العربية لتنمية الموارد البشرية
- الجمعية العربية السعودية للثقافة والفنون
- الجمعية العربية السعودية لعلوم الاتصال
- اللجنة السعودية لتطوير التجارة الدولية

## أعمالها

### دواوين شعرية
- عبور القفار فرادى صدر عام 1993
- أين اتجاه الشجر؟ صدر عام 1998
- امرأة دون اسم صدر عام 1995

ترجمت قصائدها إلى عدد من اللغات الأجنبية منها الإنجليزية والفرنسية والألمانية والإيطالية، في عدة مختارات من الشعر الحديث.

### أمسيات شعرية
كما أقيمت لها أمسيات شعرية في لندن، كيب تاون بجنوب إفريقيا وسيدني بأستراليا وزيورخ بسويسرا، واستضيفت عربيا في المهرجانات الثقافية، منها معرض الكتاب في القاهرة، ومهرجان القرين في الكويت، وملتقى الشاعرات العربيات بتونس، والموسم الثقافي بالنادي الثقافي بمسقط، وملتقى المبدعات الخليجيات بالشارقة، ومهرجان الشعر الخليجي الثالث بالبحرين، ومهرجان الجنادرية في الرياض ومهرجان أبها الثقافي ومهرجان جدة.

## العودة للكتابة
- عادت الدكتورة ثريا للكتابة المنتظمة كل يوم أحد وثلاثاء في صحيفة الجزيرة السعودية بزاوية ثابتة بعنوان: حوار حضاري. وقد نشر المقال الأول للدكتورة في الزاوية يوم الأحد 17 أكتوبر 2010.تقول الدكتورة ثريا: "فاجأتني نفسي ووافقت على الكتابة المنتظمة للجزيرة يومي الأحد والثلاثاء أسبوعيا زاويتي الجديدة ستدخلنا في " حوار حضاري"

## مهرجان تكريم
مؤخراً وتعبيراً عن حب جمهور الدكتور ثريا وقرائها، نظم عدد من المثقفين مهرجاناً لتكريم الدكتورة ثريا على الموقع الاجتماعي العالمي الفيسبوك وشهدت صفحة تكريم الدكتورة ثريا العريض ثريا العريض  على فيسبوك.المعدة للتكريم إقبالاً وإعجاباً نظراً لما تملك الدكتورة من شعبية لدى شريحة كبيرة من المجتمع بمختلف مستوياتهم.(7)

## محطات
قصيدة وطني وطني: هذه القصيدة ترجمت للغتين الإنجليزية والفرنسية وهي إحدى روائعها للوطن.
| ثريا العريض | وطني.. وطني أرش على جرح ملحاً.. وناراً ويبقى النزيف وطني.. وطني دماً قانياً يتفجر إذ تتوالد فينا البسوس وآتيك أحمل سيرتك الغاضبة مسيرتنا.. جريرتنا الأرض خفف خطانا.. عليها؟ | ثريا العريض |

| ثريا العريض | من قصيدة: وجع الأصوات عن بعدٍ صوتك يأتيني يُدخلني وجع الأصوات مثلك شوقي يغريني أن أكسر مصيدة الترهات أفرد أجنحتي في مدن أخرى لا تعرف حشرجة الأوقات لم تسكنها لغة الأموات أتذوق طعم الأفق ووشوشة الغيمات | ثريا العريض |

| ثريا العريض | نصوص المدينة الأســمــاء منذ احتوت حوّاءَ أضلعُ آدمَ احتارت وضاعت في مضامينِ الأسامي والكلام اِسمي أنا..؟ و الاِسمُ أسئلةٌ تحاورُني النساءُ بِها ما الاِسمُ ؟ .. ما المعنَى ؟ و ما المجهولُ في وعدِ المرايا بِالتمام | ثريا العريض |

| ثريا العريض | قصيدة أضعف عشقي مازلت أنتَ موعدَ صمت وموسم صمت وموطن صمت ومازلتُ صهداً كما كنتُ لحظتك الحافلة | ثريا العريض |

| ثريا العريض | أوان الزمرد غيبُ هذا النهار الضبابي يرهقُ كاهلَ صَحوي مجهدٌ طائرُ الفجر.. ليست له شقشقات الصباح ليت هذا النهار يعود لِرحمِ الأماني لتنطلقَ الروحُ من غفوةٍ وتبوح لا أطيق تنبؤَ ساعاته تتلِعُ الحزن عاريةً من مدى الريش مجهضةً في انتفائي لا أعانق فيه احتفال القصائدِ.. مغلولةٌ في احتباس الثواني مثقلةٌ بالحروف التي لن تغادر أعشاشها, و الحروف التي لن تحاور أصداءها في انعتاق الجناح. لا أطيق لواعجَ أجنحة الطيرِ تعجزُ أن تتهجّى سوانحُها سورة الانشراح | ثريا العريض |